# Roqueredonde
Roqueredonde est une commune française du département de l'Hérault, en région Occitanie. C'est une petite commune rurale du nord de l'Hérault, située sur le plateau de l'Escandorgue, en bordure du plateau du Larzac. Ses habitants sont appelés les Roqueredondais.
Exposée à un climat de montagne, elle est drainée par l'Orb, la Tès, le ruisseau de Tirounan et par divers autres petits cours d'eau. 
Roqueredonde est une commune rurale qui compte 211 habitants en 2022.

## Géographie

### Description

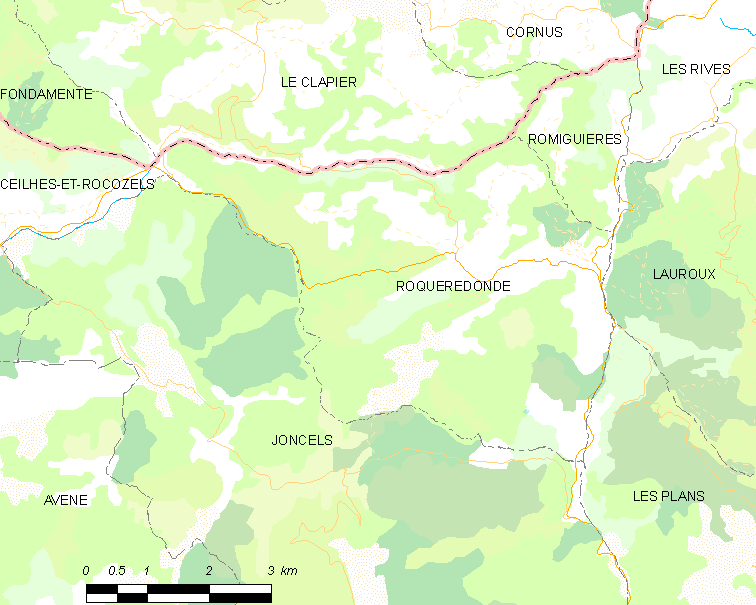
Carte

La commune de Roqueredonde se situe dans le nord du département de l'Hérault, à la limite de l'Aveyron, à 16 km au nord-ouest de Lodève et à 70 km au nord-ouest de Montpellier, chef-lieu du département.
Incluse dans le parc naturel régional du Haut-Languedoc, la commune possède un patrimoine naturel remarquable composé de deux zones naturelles d'intérêt écologique, faunistique et floristique.
Le territoire communal, accidenté et boisé, est traversé par la haute vallée de l'Orb et ses affluents. Il est constitué en partie du plateau basaltique de l'Escandorgue, qui résulte d'épanchements volcaniques datés  entre 2,5 et 1,5 million d'années.
Les communications sont assurées principalement par la route départementale D 902 (ex RN 602) qui relie Roqueredonde à Lodève.
Sur le plan ferroviaire, la ligne des Causses (Béziers - Neussargues-Moissac), ligne à voie unique électrifiée en 1 500 V continu, longe la limite communale ouest. La gare de Ceilhes - Roqueredonde, située à l'extrémité nord-ouest de la commune, est desservie par les services TER Languedoc-Roussillon.
Le village est traversé par le sentier de grande randonnée GR 71 et par un sentier de grande randonnée de pays.

### Communes limitrophes
| Fondamente (Aveyron) | Le Clapier (Aveyron) | Romiguières |
| Ceilhes-et-Rocozels  | Roqueredonde         | Lauroux     |
|                      | Joncels              | Les Plans   |

### Climat
Pour des articles plus généraux, voir Climat de l'Occitanie et Climat de l'Hérault.
En 2010, le climat de la commune est de type climat des marges montargnardes, selon une étude s'appuyant sur une série de données couvrant la période 1971-2000. En 2020, Météo-France publie une typologie des climats de la France métropolitaine dans laquelle la commune est exposée à un climat méditerranéen et est dans une zone de transition entre les régions climatiques « Provence, Languedoc-Roussillon » et « Sud-est du Massif Central »0.
Pour la période 1971-2000, la température annuelle moyenne est de 10,3 °C, avec une amplitude thermique annuelle de 15,4 °C. Le cumul annuel moyen de précipitations est de 1 290 mm, avec 10,5 jours de précipitations en janvier et 4,1 jours en juillet. Pour la période 1991-2020, la température moyenne annuelle observée sur la station météorologique la plus proche, située sur la commune des Plans à 7 km à vol d'oiseau, est de 10,4 °C et le cumul annuel moyen de précipitations est de 1 540,9 mm,. Pour l'avenir, les paramètres climatiques de la commune estimés pour 2050 selon différents scénarios d’émission de gaz à effet de serre sont consultables sur un site dédié publié par Météo-France en novembre 2022.

### Milieux naturels et biodiversité

#### Espaces protégés
La protection réglementaire est le mode d’intervention le plus fort pour préserver des espaces naturels remarquables et leur biodiversité associée,.
Un  espace protégé est présent sur la commune : 
le parc naturel régional du Haut-Languedoc, créé en 1973 et d'une superficie de 307 184 ha, qui s'étend sur 118 communes et deux départements. Implanté de part et d’autre de la ligne de partage des eaux entre Océan Atlantique et mer Méditerranée, ce territoire est un véritable balcon dominant les plaines viticoles du Languedoc et les étendues céréalières du Lauragais,.

#### Zones naturelles d'intérêt écologique, faunistique et floristique
L’inventaire des zones naturelles d'intérêt écologique, faunistique et floristique (ZNIEFF) a pour objectif de réaliser une couverture des zones les plus intéressantes sur le plan écologique, essentiellement dans la perspective d’améliorer la connaissance du patrimoine naturel national et de fournir aux différents décideurs un outil d’aide à la prise en compte de l’environnement dans l’aménagement du territoire.
Une ZNIEFF de type 1 est recensée sur la commune :
le « plateau de Guilhaumard et corniches sud » (4 068 ha), couvrant 5 communes dont trois dans l'Aveyron et deux dans l'Hérault et une ZNIEFF de type 2, : 
le « massif de l'Escandorgue » (7 245 ha), couvrant 7 communes du département.

Carte des ZNIEFF de type 1 et 2 à Roqueredonde.
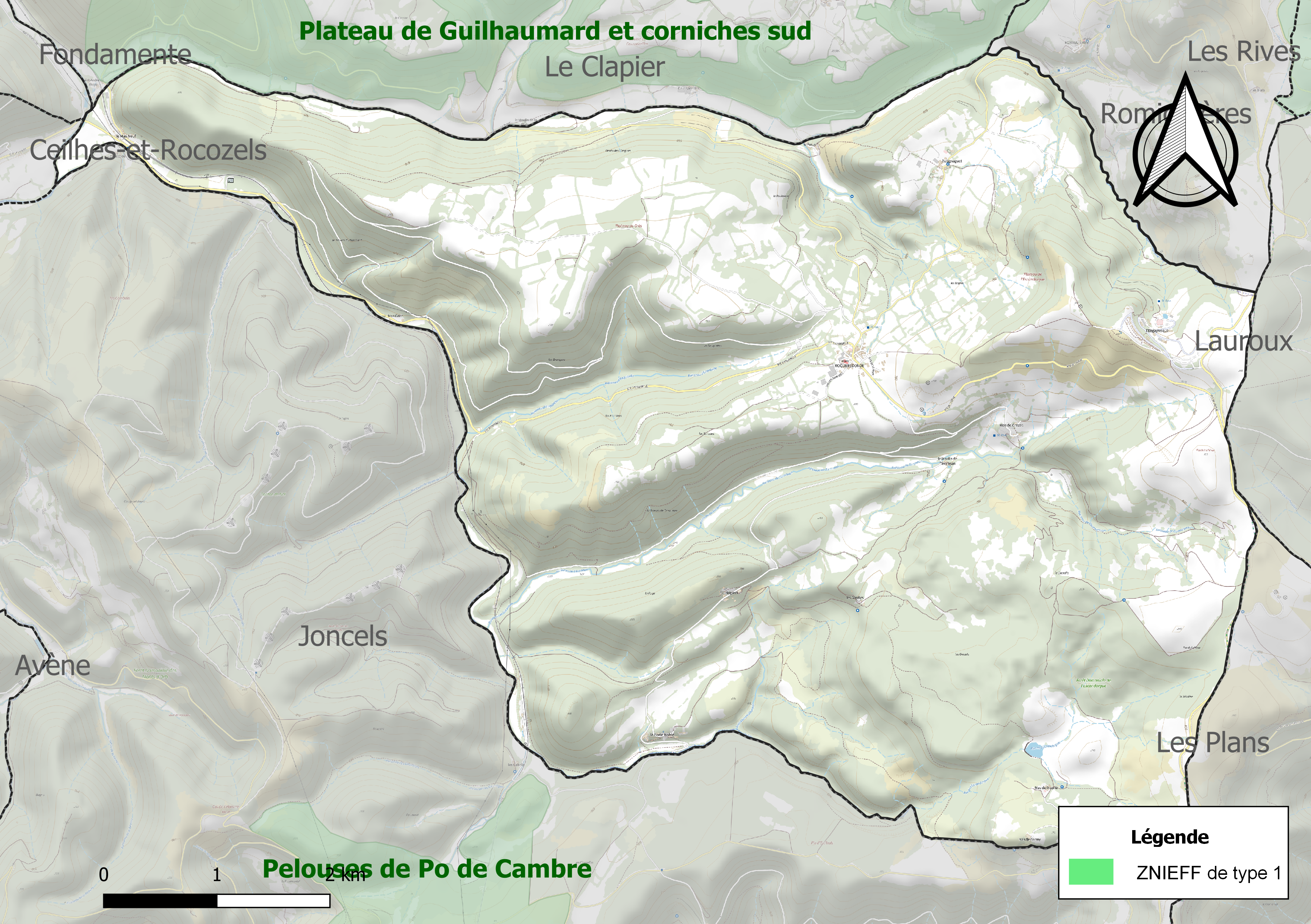
Carte de la ZNIEFF de type 1 sur la commune.
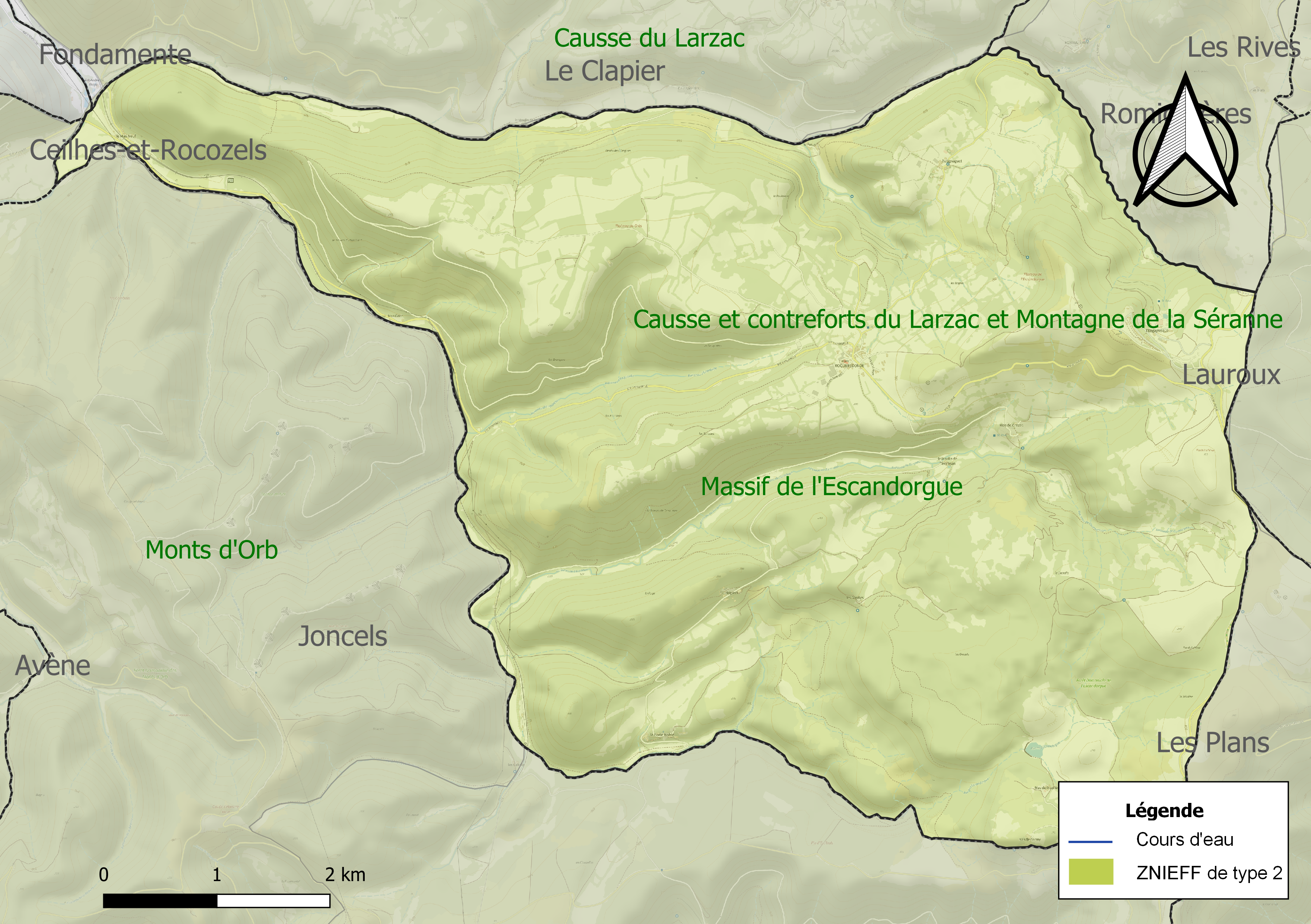
Carte de la ZNIEFF de type 2 sur la commune.

## Urbanisme

### Typologie
Au 1er janvier 2024, Roqueredonde est catégorisée commune rurale à habitat dispersé, selon la nouvelle grille communale de densité à sept niveaux définie par l'Insee en 2022.
Elle est située hors unité urbaine et hors attraction des villes,.

### Occupation des sols
L'occupation des sols de la commune, telle qu'elle ressort de la base de données européenne d’occupation biophysique des sols Corine Land Cover (CLC), est marquée par l'importance des forêts et milieux semi-naturels (65,7 % en 2018), une proportion sensiblement équivalente à celle de 1990 (66,3 %). La répartition détaillée en 2018 est la suivante : 
forêts (46,9 %), prairies (21,8 %), milieux à végétation arbustive et/ou herbacée (18,8 %), zones agricoles hétérogènes (12,5 %). L'évolution de l’occupation des sols de la commune et de ses infrastructures peut être observée sur les différentes représentations cartographiques du territoire : la carte de Cassini (XVIIIe siècle), la carte d'état-major (1820-1866) et les cartes ou photos aériennes de l'IGN pour la période actuelle (1950 à aujourd'hui).

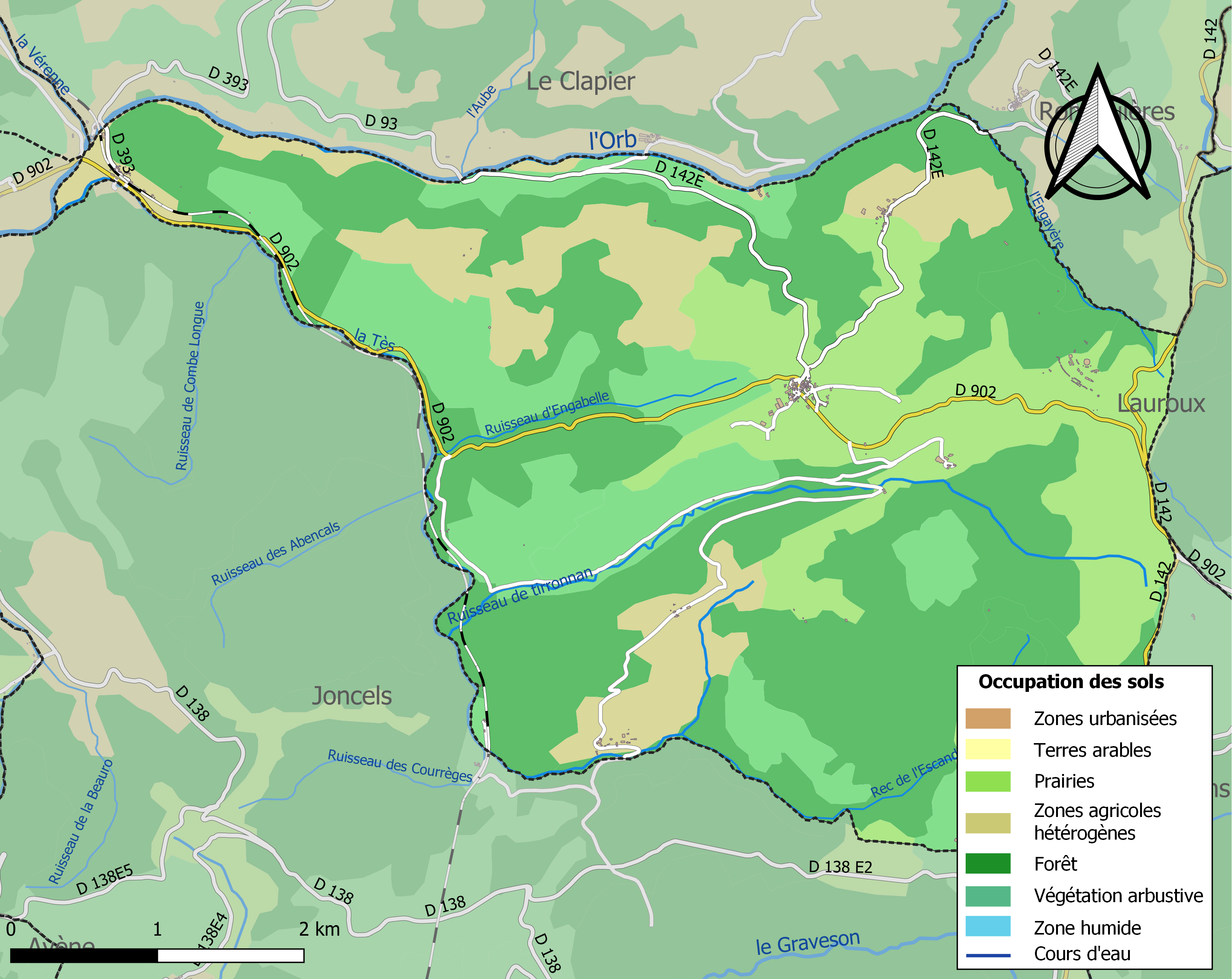
Carte des infrastructures et de l'occupation des sols de la commune en 2018 (CLC).

### Lieux-dits, hameaux et écarts
L'habitat est réparti en plusieurs hameaux dispersés dans le territoire communal : Autignaguet, la Borie Noble, Nogaret, le Mas de Grèze, le Mas de Mourié, le Mas Neuf et Roqueredonde situé au centre de la commune.

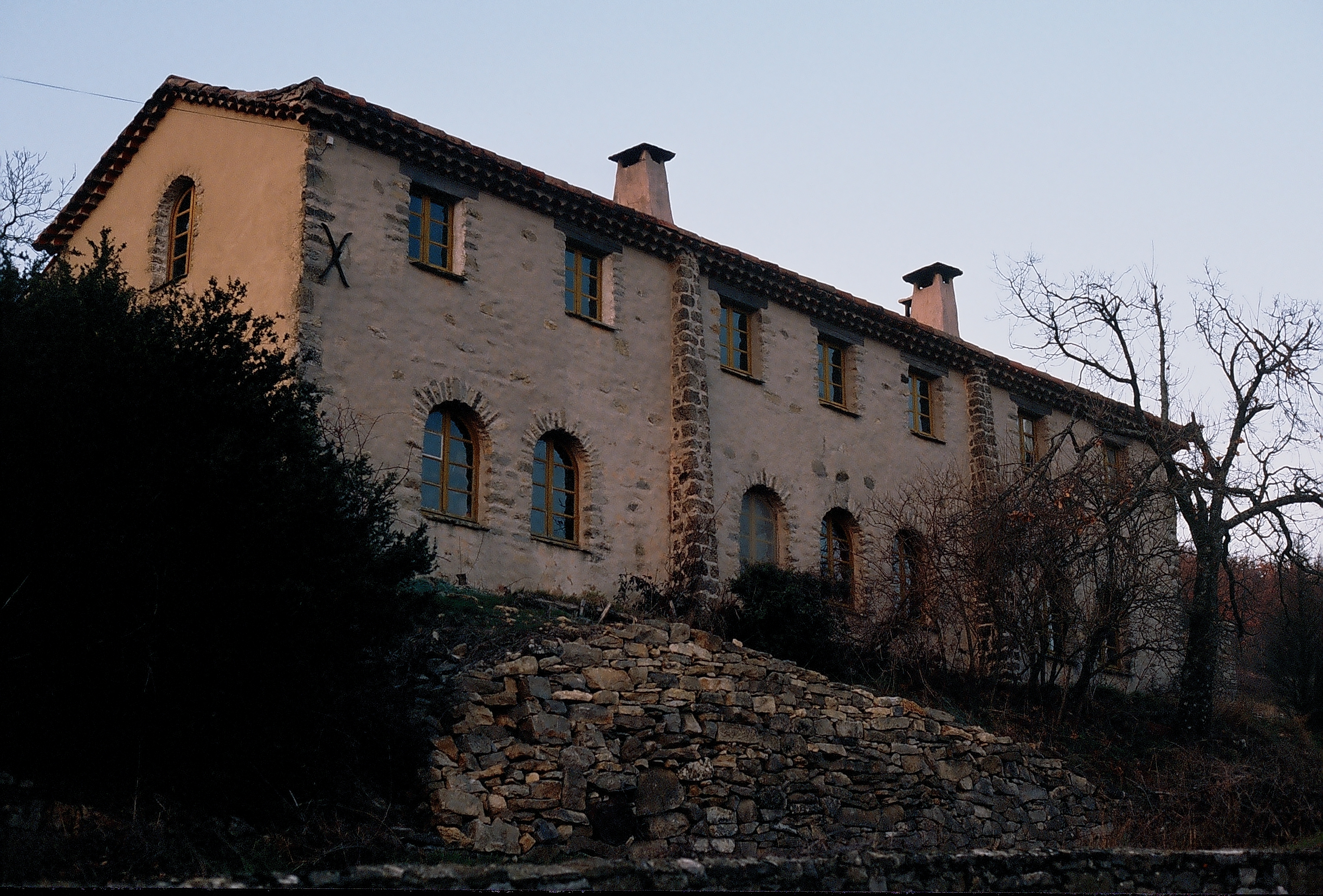
Hameau de Nogaret, Roqueredonde.

### Habitat et logement
En 2013 et 2018, le nombre total de logements dans la commune était de 119, alors qu'il était de 99 en 2008.
Parmi ces logements, 59,1 % étaient des résidences principales, 40 % des résidences secondaires et 0,9 % des logements vacants. Ces logements étaient pour 83,3 % d'entre eux des maisons individuelles et pour 15,9 % des appartements.
Le tableau ci-dessous présente la typologie des logements à Roqueredonde en 2018 en comparaison avec celle de l'Hérault et de la France entière. Une caractéristique marquante du parc de logements est ainsi une proportion de résidences secondaires et logements occasionnels (40 %) très supérieure à celle du département (18,3 %) et à celle de la France entière (9,7 %). Concernant le statut d'occupation de ces logements, 53,3 % des habitants de la commune sont propriétaires de leur logement (52,3 % en 2013), contre 53,2 % pour l'Hérault et 57,5 % pour la France entière.
| Typologie                                               | Roqueredonde | Hérault | France entière |
| ------------------------------------------------------- | ------------ | ------- | -------------- |
| Résidences principales (en %)                           | 59,1         | 74,4    | 82,1           |
| Résidences secondaires et logements occasionnels (en %) | 40           | 18,3    | 9,7            |
| Logements vacants (en %)                                | 0,9          | 7,3     | 8,2            |

### Risques naturels et technologiques
Le territoire de la commune de Roqueredonde est vulnérable à différents aléas naturels : météorologiques (tempête, orage, neige, grand froid, canicule ou sécheresse) et séisme (sismicité très faible). Il est également exposé à un risque particulier : le risque de radon. Un site publié par le BRGM permet d'évaluer simplement et rapidement les risques d'un bien localisé soit par son adresse soit par le numéro de sa parcelle.

#### Risques naturels
Roqueredonde est exposée au risque de feu de forêt du fait de la présence sur son territoire. Un plan départemental de protection des forêts contre les incendies (PDPFCI) a été approuvé en juin 2013 et court jusqu'en 2022, où il doit être renouvelé. Les mesures individuelles de prévention contre les incendies sont précisées par deux arrêtés préfectoraux et s’appliquent dans les zones exposées aux incendies de forêt et à moins de 200 mètres de celles-ci. L’arrêté du 25 avril 2002 réglemente l'emploi du feu en interdisant notamment d’apporter du feu, de fumer et de jeter des mégots de cigarette dans les espaces sensibles et sur les voies qui les traversent sous peine de sanctions. L'arrêté du 11 mars 2013 rend le débroussaillement obligatoire, incombant au propriétaire ou ayant droit,.

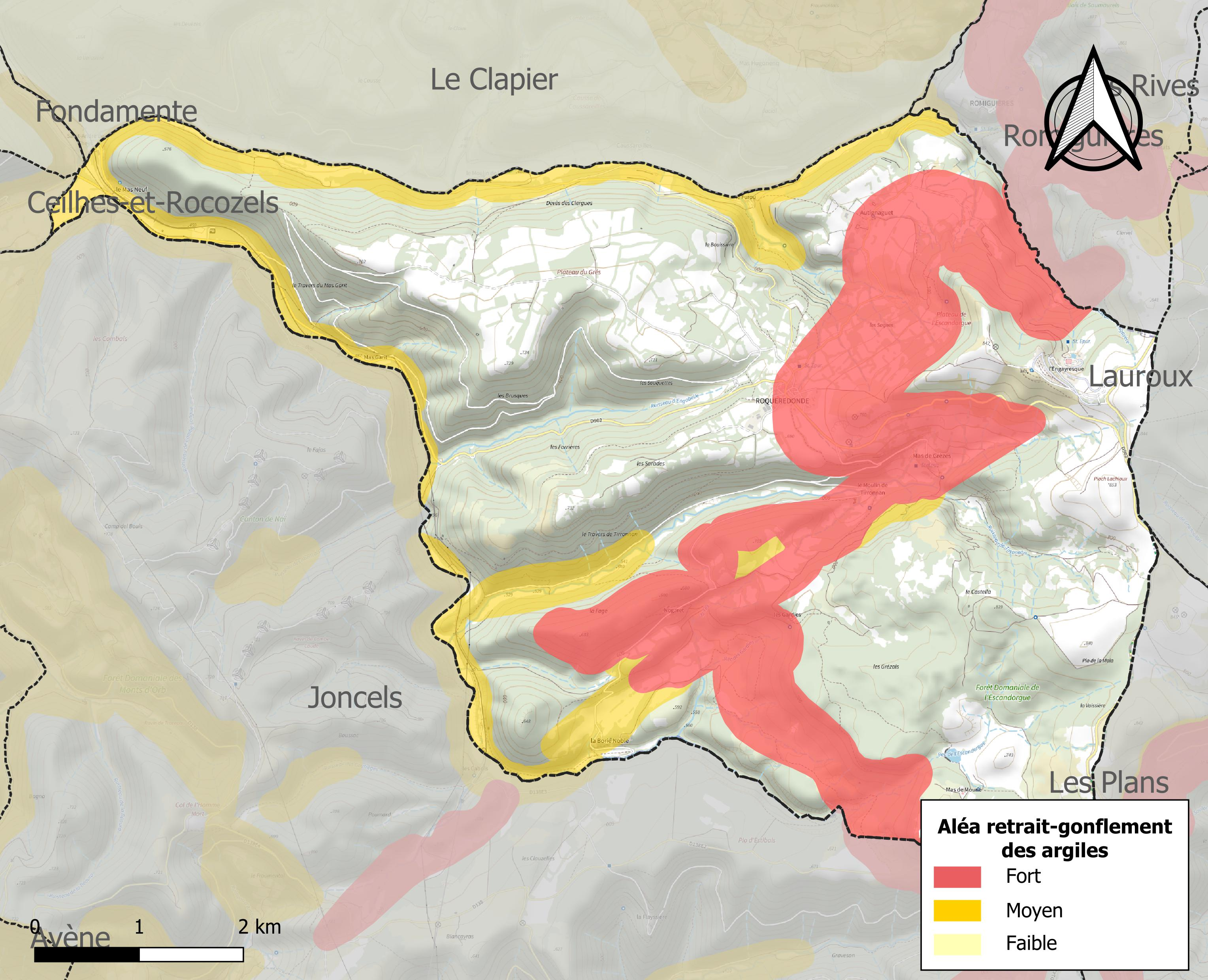
Carte des zones d'aléa retrait-gonflement des sols argileux de Roqueredonde.

Le retrait-gonflement des sols argileux est susceptible d'engendrer des dommages importants aux bâtiments en cas d’alternance de périodes de sécheresse et de pluie. 35 % de la superficie communale est en aléa moyen ou fort (59,3 % au niveau départemental et 48,5 % au niveau national). Sur les 94 bâtiments dénombrés sur la commune en 2019, 86 sont en aléa moyen ou fort, soit 91 %, à comparer aux 85 % au niveau départemental et 54 % au niveau national. Une cartographie de l'exposition du territoire national au retrait gonflement des sols argileux est disponible sur le site du BRGM,.
Par ailleurs, afin de mieux appréhender le risque d’affaissement de terrain, l'inventaire national des cavités souterraines permet de localiser celles situées sur la commune.
La commune a été reconnue en état de catastrophe naturelle au titre des dommages causés par les inondations et coulées de boue survenues en 1982, 1992, 1997, 2014 et 2015. 

#### Risque particulier
Dans plusieurs parties du territoire national, le radon, accumulé dans certains logements ou autres locaux, peut constituer une source significative d’exposition de la population aux rayonnements ionisants. Certaines communes du département sont concernées par le risque radon à un niveau plus ou moins élevé. Selon la classification de 2018, la commune de Roqueredonde est classée en zone 2, à savoir zone à potentiel radon faible mais sur lesquelles des facteurs géologiques particuliers peuvent faciliter le transfert du radon vers les bâtiments.

## Toponymie
La commune est connue sous les variantes « Roderanicas », « Roqueronde » et « Roquereronde-de-Tieudas »,.
En occitan, la localité est dénommée Tiudaç.

## Histoire

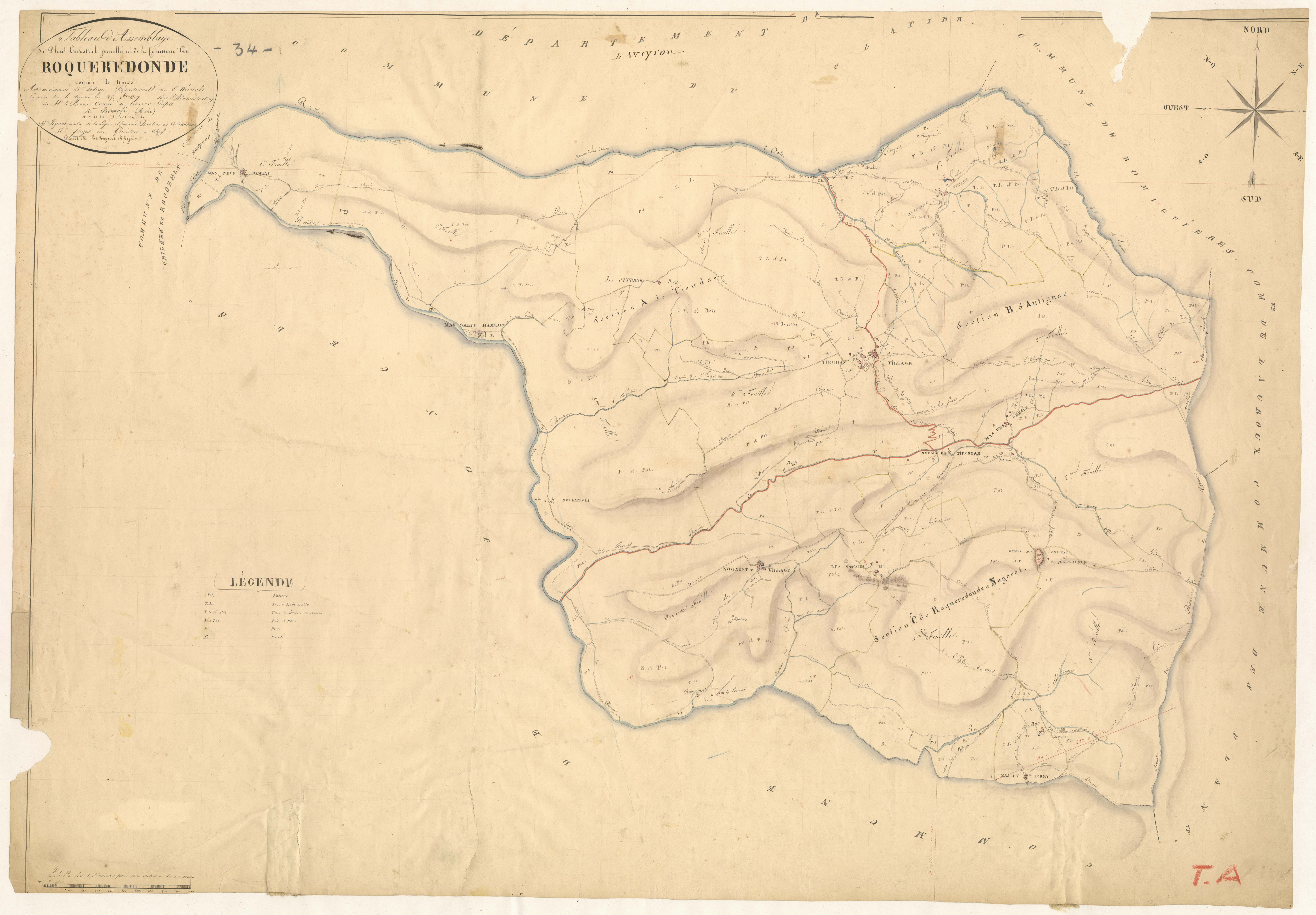
Cadastre napoléonien : tableau d'assemblage (1827)

## Politique et administration
Le conseil municipal est composé du maire et de dix conseillers dont deux sont adjoints au maire, proportionnellement au nombre d'habitants.

### Rattachements administratifs et électoraux

#### Rattachements administratifs
La commune se trouve depuis 1942 dans l'arrondissement de Lodève du département de l'Hérault.  
Elle faisait partie depuis 1793 du canton de Lunas. Dans le cadre du redécoupage cantonal de 2014 en France, cette circonscription administrative territoriale a disparu, et le canton n'est plus qu'une circonscription électorale.

#### Rattachements électoraux
Pour les élections départementales, la commune fait partie depuis 2014 du canton  de Lodève
Pour l'élection des députés, elle fait partie de la cinquième circonscription de l'Hérault, vaste circonscription qui va du centre de l'Hérault jusqu'aux limites de l'Aude et du Tarn

### Intercommunalité
Ronqueredonde était membre de la communauté de communes du Lodévois, un établissement public de coopération intercommunale (EPCI) à fiscalité propre créé en 1998 et auquel la commune avait transféré un certain nombre de ses compétences, dans les conditions déterminées par le code général des collectivités territoriales.
Cette intercommunalité a fusionné avec sa voisine pour former, le 1er janvier 2008, la communauté  de communes Lodévois et Larza, dont est désormais membre la commune.

### Liste des maires
| Période      | Période                        | Identité          | Étiquette | Qualité     |
| ------------ | ------------------------------ | ----------------- | --------- | ----------- |
| 1947         | 1959                           | Georges Sauvy     |           |             |
| 1959         | mars 2001                      | Yves Fabreguettes |           |             |
| mars 2001    | octobre 2022                   | Jean Reverbel     | DVD       | Agriculteur |
| octobre 2022 | En cours (au 16 décembre 2022) | Félicien Vénot    |           |             |

## Équipements et services publics

### Justice, sécurité, secours et défense
Roqueredonde fait partie de la juridiction d’instance de Lodève et de grande instance de Montpellier, ainsi que de commerce de Montpellier.

## Population et société

### Démographie
L'évolution du nombre d'habitants est connue à travers les recensements de la population effectués dans la commune depuis 1793. Pour les communes de moins de 10 000 habitants, une enquête de recensement portant sur toute la population est réalisée tous les cinq ans, les populations de référence des années intermédiaires étant quant à elles estimées par interpolation ou extrapolation. Pour la commune, le premier recensement exhaustif entrant dans le cadre du nouveau dispositif a été réalisé en 2005.

En 2022, la commune comptait 211 habitants, en évolution de −0,47 % par rapport à 2016 (Hérault : +7,49 %, France hors Mayotte : +2,11 %).
| 1793 | 1800 | 1806 | 1821 | 1831 | 1836 | 1841 | 1846 | 1851 |
| ---- | ---- | ---- | ---- | ---- | ---- | ---- | ---- | ---- |
| 305  | 288  | 367  | 335  | 375  | 353  | 339  | 380  | 349  |

| 1856 | 1861 | 1866 | 1872 | 1876 | 1881 | 1886 | 1891 | 1896 |
| ---- | ---- | ---- | ---- | ---- | ---- | ---- | ---- | ---- |
| 307  | 281  | 312  | 313  | 310  | 352  | 354  | 350  | 339  |

| 1901 | 1906 | 1911 | 1921 | 1926 | 1931 | 1936 | 1946 | 1954 |
| ---- | ---- | ---- | ---- | ---- | ---- | ---- | ---- | ---- |
| 311  | 290  | 286  | 224  | 238  | 250  | 179  | 164  | 149  |

| 1962 | 1968 | 1975 | 1982 | 1990 | 1999 | 2005 | 2006 | 2010 |
| ---- | ---- | ---- | ---- | ---- | ---- | ---- | ---- | ---- |
| 136  | 202  | 206  | 196  | 169  | 138  | 161  | 163  | 245  |

| 2015 | 2020 | 2022 | - | - | - | - | - | - |
| ---- | ---- | ---- | - | - | - | - | - | - |
| 212  | 210  | 211  | - | - | - | - | - | - |

### Cultes

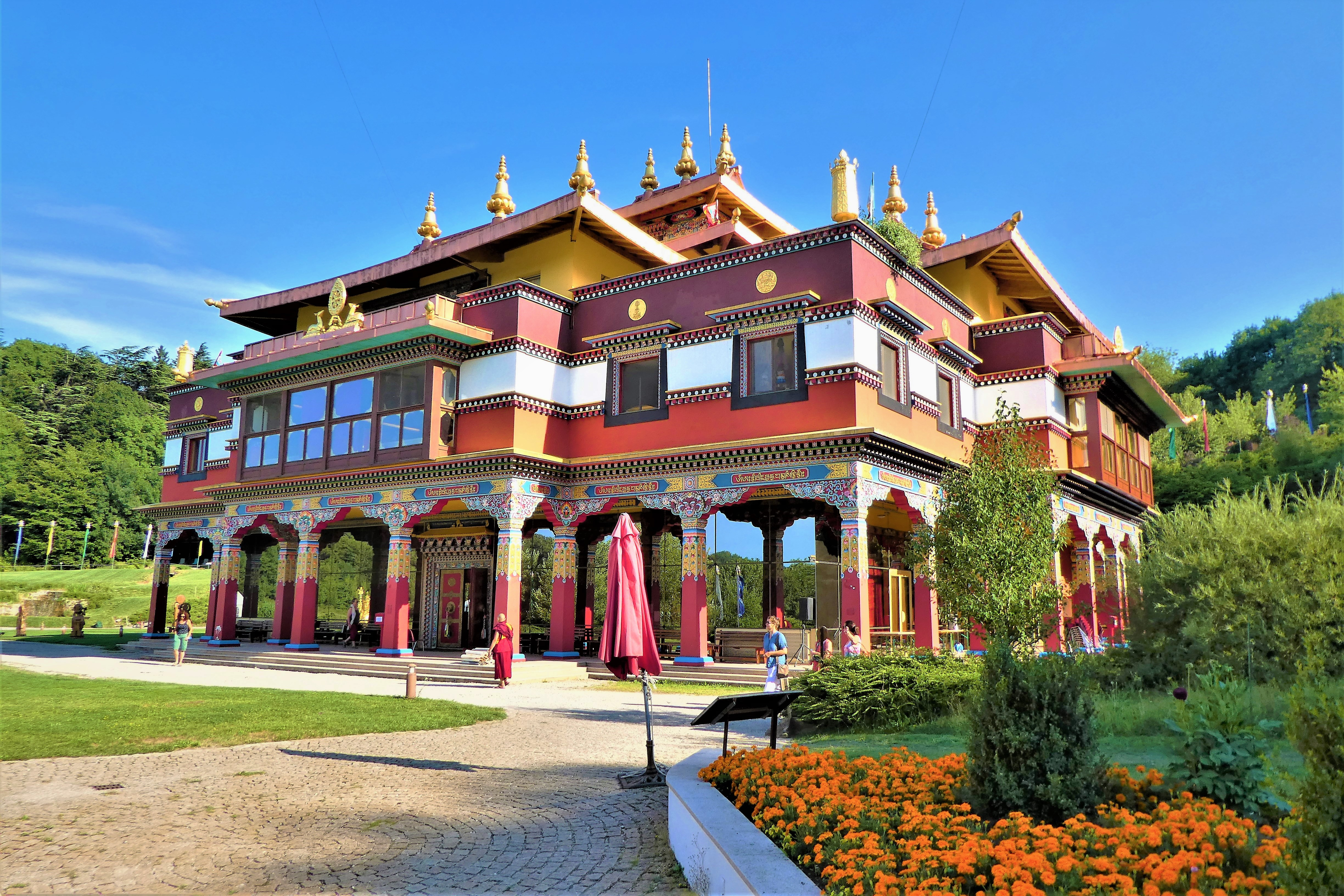
Temple du bouddhisme tibétain Lérab Ling

Un important temple du bouddhisme tibétain, Lerab Ling,  est situé dans la commune.

## Économie

### Revenus
En 2018, la commune compte 66 ménages fiscaux, regroupant 130 personnes. La médiane du revenu disponible par unité de consommation est de 15 380 € (20 330 € dans le département).

### Emploi
|                | 2008   | 2013   | 2018 |
| -------------- | ------ | ------ | ---- |
| Commune        | 6,5 %  | 8,2 %  | 6 %  |
| Département    | 10,1 % | 11,9 % | 12 % |
| France entière | 8,3 %  | 10 %   | 10 % |

En 2018, la population âgée de 15 à 64 ans s'élève à 138 personnes, parmi lesquelles on compte 50,8 % d'actifs (44,8 % ayant un emploi et 6 % de chômeurs) et 49,2 % d'inactifs,. Depuis 2008, le taux de chômage communal (au sens du recensement) des 15-64 ans est inférieur à celui de la France et du département.
La commune est hors attraction des villes,. Elle compte 59 emplois en 2018, contre 82 en 2013 et 67 en 2008. Le nombre d'actifs ayant un emploi résidant dans la commune est de 62, soit un indicateur de concentration d'emploi de 95,7 % et un taux d'activité parmi les 15 ans ou plus de 38,1 %.
Sur ces 62 actifs de 15 ans ou plus ayant un emploi, 25 travaillent dans la commune, soit 40 % des habitants. Pour se rendre au travail, 77,9 % des habitants utilisent un véhicule personnel ou de fonction à quatre roues, 11,8 % s'y rendent en deux-roues, à vélo ou à pied et 10,3 % n'ont pas besoin de transport (travail au domicile).

### Activités hors agriculture
13 établissements sont implantés  à Roqueredonde au 31 décembre 2019.
Le secteur de l'industrie manufacturière, des industries extractives et autres est prépondérant sur la commune puisqu'il représente 38,5 % du nombre total d'établissements de la commune (5 sur les 13 entreprises implantées  à Roqueredonde), contre 6,7 % au niveau départemental.

### Agriculture
|               | 1988 | 2000  | 2010  | 2020 |
| ------------- | ---- | ----- | ----- | ---- |
| Exploitations | 12   | 10    | 7     | 5    |
| SAU (ha)      | 878  | 1 524 | 1 379 | 963  |

La commune est dans le Causses du Larzac, une petite région agricole occupant  une partie du nord du département de l'Hérault. En 2020, l'orientation technico-économique de l'agriculture  sur la commune est l'élevage d'ovins ou de caprins. Cinq exploitations agricoles ayant leur siège dans la commune sont dénombrées lors du recensement agricole de 2020 (12 en 1988). La superficie agricole utilisée est de 963 ha,,.

## Culture locale et patrimoine

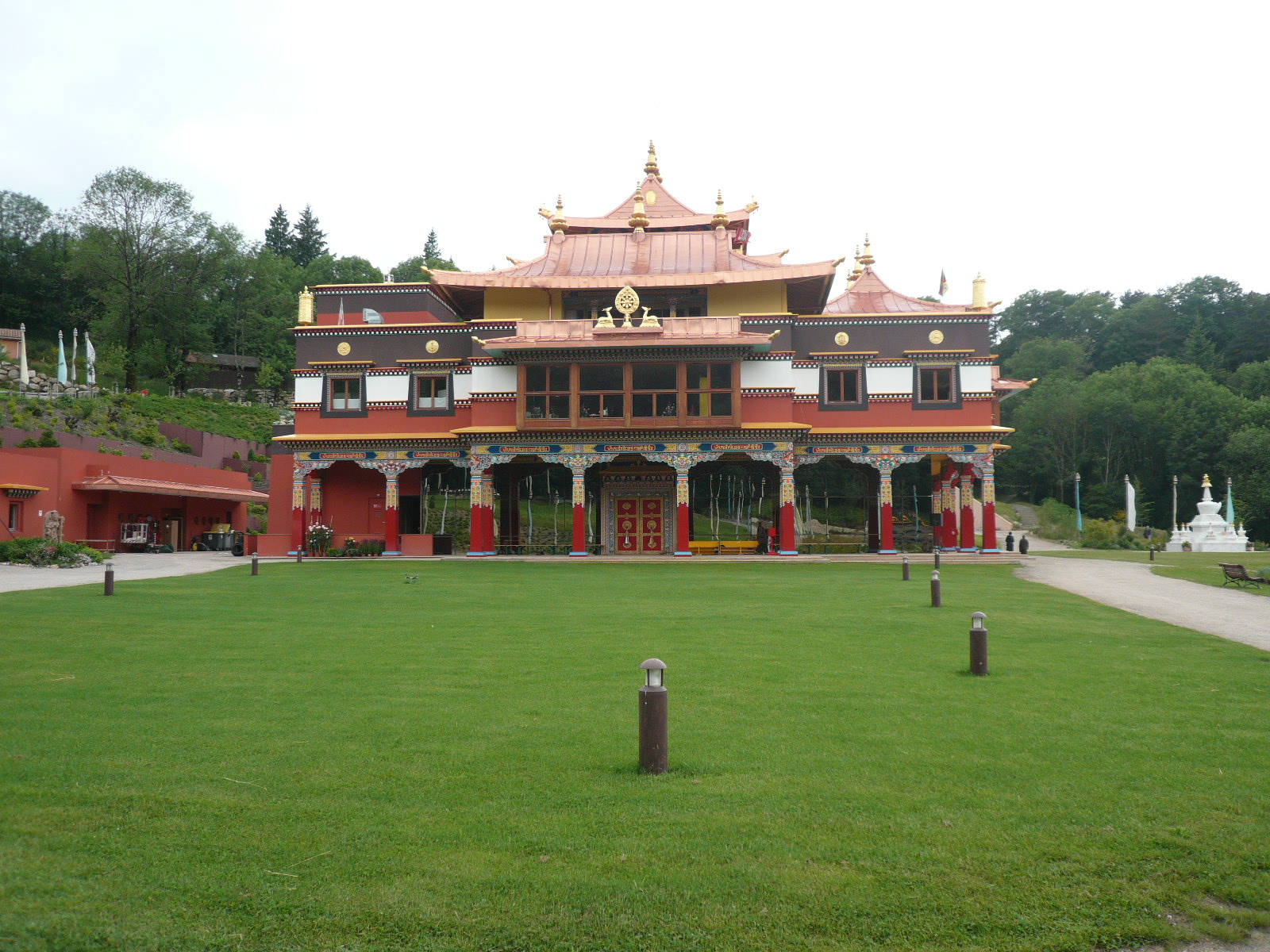
Le temple Lerab Ling.

### Lieux et monuments
- Église de la Nativité-de-Notre-Dame de Roqueredonde. L'édifice est référencé dans la base Mérimée et à l'Inventaire général Région Occitanie[35].
- Temple du bouddhisme tibétain de Lerab Ling  est situé à Roqueredonde. Il a été inauguré le 22 août 2008 en présence du Dalaï Lama, de Carla Bruni-Sarkozy et Line Renaud[36] ;
- Gare des Cabrils (sur le territoire de la commune depuis 1874).

### Héraldique
| Blason de Roqueredonde | Blason  | De sinople, au pairle losangé d'or et de sable. |
| Blason de Roqueredonde | Détails | Ces armes ont été enregistrées à la fin du XVIIe siècle dans l'armorial général de France de Charles d'Hozier. Elles appartiennent à une série de blasons au pairle losangé, attribués alors aux paroisses du diocèse de Lodève, qui ne diffèrent entre elles que par la couleur du fond d'écu et des losanges. |

### Personnalités liées à la commune
- Lanza del Vasto (1901-1981), militant de la paix d'origine italienne, créa en 1962 la maison-mère des communautés de l'Arche dans le domaine de la Borie Noble[38], où il est inhumé[39] ;
- Sogyal Rinpoché, né en 1947, lama tibétain, fondateur en 1991 du centre de retraite bouddhiste Lérab Ling[40].